# بیونیکل: بازگشت افسانه
بیونیکل: بازگشت قهرمان یا بیونیکل: بازگشت افسانه (به انگلیسی: Bionicle: The Legend Reborn) که با نام افسانه بیونیکل ۱  نیز شناخته می‌شود، یک پویانمایی کامپیوتری علمی فانتزی محصول سال ۲۰۰۹ است که بر اساس خط محصول اسباب‌بازی بیونیکل توسط لگو ساخته شده‌است. این انیمیشن، دنباله‌ای مستقل از سه‌گانه اصلی و آخرین فیلم از مجموعه بیونیکل است که توسط سرگرمی خانگی یونیورسال پیکچرز منتشر شد. در این فیلم، مایکل دورن به عنوان صداپیشه شخصیت «ماتا نویی» حضور دارد.